# تاریخ حق مؤلف
تاریخ حق مؤلف (Copyright date) تاریخ ثبت اثر برای احراز حق مؤلف است. کار ثبت آثار در هر کشور به عهدهٔ کتابخانه ملی یا بر عهده یک کتابخانه یا مرکز معتبر دیگر است که طبق قانون، مسئول نگهداری و انتشار صورت آثار واصله نیز می‌باشد. در ایران شماره و تاریخ ثبت کتابخانه ملی که در سال ۱۳۴۳ تا ۱۳۵۷ ادامه داشت جانشین تاریخ حق مؤلف شده بود. این تاریخ که در کتابهای لاتین با علامت C معمولاً پشت صفحه عنوان چاپ می‌شود، در کتابهای چاپ ایران محل مشخصی نداشت و گاه روی صفحه عنوان، گاه پشت آن یا روی صفحه بعدی یا پشت یا روی جلد قید می‌شد. بعد از انقلاب اسلامی ایران، ثبت کتاب در کتابخانه ملی و گرفتن شماره ثبت دیگر الزامی نبوده‌است. در عوض ناشر باید از وزارت فرهنگ و ارشاد اسلامی مجوز دریافت کند.